# Helanthium tenellum
Helanthium tenellum là một loài thực vật có hoa trong họ Alismataceae. Loài này được (Mart. ex Schult.f.) J.G.Sm. mô tả khoa học đầu tiên năm 1905.